# DreamWorks
DreamWorks, LLC, også kendt som DreamWorks Pictures, DreamWorks SKG (Spielberg, Katzenberg og Geffen) eller DreamWorks Studios er et amerikansk filmselskab, der udvikler, producerer og distribuerer film, videospil og tv-programmer. Selskabet har produceret og distribueret mere end 10 film med en box office, der oversteg $100 mio. hver.
DreamWorks blev grundlagt i 1994 som et ambitiøst forsøg af medie-mogulerne Steven Spielberg, Jeffrey Katzenberg og David Geffen (der udformede SKG i bunden af DreamWorks logoet) i håb om at kunne udvikle et nyt Hollywood studio, som de ejer 72 % af. I december 2005 besluttede grundlæggerne at sælge selskabet til Viacom, grundlæggerne af Paramount Pictures og salget blev afsluttet i februar 2006. I 2008 annoncerede DreamWorks at de ønskede at afslutte deres partnerskab med Paramount Pictures og underskrev en kontrakt på 7,7 mia. kroner for at producerer film med Reliance ADA Group fra Indien.
Reliance støttede med 1,6 mia. kroner i aktier for at få genskabt Steven Spielbergs DreamWorks studio som en selvstændig størrelse. Clark Hallren, tidligere administrerende direktør i Entertainment Industries fra J.P. Morgan Securities og Alan J. Levine fra J.P. Morgen Entertainment Advisors styrede Reliance-teamet i at strukturere kapital- og forretningsplanen for firmaet.
Filmstudiets distribution ejes 50% af Reliance, som er under direktion af Anil Ambani.
DreamWorks animationsselskab blev grundlagt i 2004 som DreamWorks Animation SKG. Dens film var globalt distribueret af Paramont, men animationsstudiet er forblevet selvstændig fra Paramount/Viacom.

## Historie
Selskabet blev grundlagt efter Katzenberg blev fyret fra The Walt Disney Company i 1994. Efter et forslag fra en ven til Steven Spielberg, indgik de to en aftale Katzenbergs samarbejdspartner gennem mange år, David Geffen, om at lave deres eget filmstudie. Filmselskabet blev officielt grundlagt d. 12. oktober 1994 med en økonomisk indskud på 169 mio. kroner fra hver af de tre partnere og 2,5 mia. kroner fra Microsoft-medgrundlæggeren Paul Allen.
I 1998 sagsøgte The United States 9th Circuit of Appeals DreamWorks for at overtræde rettighederne for DreamWorks, et firma, der havde specialiseret sig i Star Trek Conventions.
I 1998 udgav DreamWorks dens første animerede film i spillefilmslængde, Antz.
I 1999, 2000 og 2001 vandt DreamWorks 3 Academy Awards for bedste film for American Beauty, Gladiator og A Beautiful Mind i træk (de to sidste i samarbejde med Universal).
DreamWorks Interactive er et computer- og videospilsudviklende selskab, grundlagt i 1995, som et datterselskab af DreamWorks SKG. Den 23. februar 2000 annoncerede Electronic Arts anskaffelse af DreamWorks Interactive fra DreamWorks og slog det sammen med EA Pacific og Westwood Studios. DreamWorks Interactive blev til EA Los Angeles (EALA).
DreamWorks Records er selskabets pladeselskab, hvor det første projekt blev George Michael's Older album. Det først band, der indgik en pladekontrakt med selskabet var bandet Eels, som udgav deres debutalbum Beautiful Freak i 1997. Pladeselskabet levede aldrig op til forventninger, trods dette, og blev solgt i oktober 2003 til Universal Music Group, som overtog selskabet som DreamWorks Nashville. Pladeselskabet blev lukket ned i 2005, da foregangsmanden Toby Keith forlod sin stilling.
Filmselskabet har haft sin største finansielle succes med film, især animationsfilm. DreamWorks Animation gik sammen med Pacific Data Images (nu kendt som PDI/DreamWorks) i 1996, og slog sig sammen til en hovedkonkurrent til Pixar i en tid, hvor computergenerede animation og en af de få konkurrenter til Disney i at skabe traditionelle animations spillefilm. DreamWorks Animation har skabt nogle af de animationsfilm med størst indtjening nogensinde, som fx Antz (1998), Shrek (2001), den efterfølger Shrek 2 (2004), Shrek den Tredje (2007) og Shrek Den Lykkelige (2010); Spirit - Hingsten fra Cimarron (2002), Madagascar (2005), den efterfølger, Madagascar 2 (2008), Over hækken (2006), Skyllet væk (2006), Bee Movie (2007), Kung Fu Panda (2008), Monsters Vs. Aliens (2009), Sådan træner du din drage (2010) og Megamind (2010). Grundet filmenes succes har DreamWorks Animation fået sit eget offentlige handelsfirma.
I de seneste år har DreamWorks trukket sig lidt tilbage. Man stoppede planerne om at bygge et højteknologisk filmstudie, solgte musikindspilningsafdeling og har kun produceret få tv-serier bl.a. Las Vegas, Carpoolers og On the Lot.
David Geffen har indrømmet at DreamWorks har været tæt på at få fallit to gange. Imens Katzenberg havde ledelse led selskabet under for et 643,7 mio. tab for Sinbad - Legenden fra de syv have, og også for Shrek 2-dvd'er, der solgte langt mindre end man havde forventet . I 2005, hvor selskabet udgav to storbudgetfilm, hvor The Island sprang alle rammer inden for udenlandsk indtjening, imens War of the Worlds blev produceret i samarbejde med Paramount, som var de første til at høste frugten af overskuddet.
I december 2005, accepterede Viacoms Paramount Pictures at købe live-actionselskabet. Aftalen blev fastlagt til at have en værdi af omkring 9,2 mia. kr., en beløb, der inkluderer overtagelsen af en gæld på 2 mia. kroner. Selskabet afsluttede overtagelsen d. 1. februar 2006.
Den 17. marts 2006, accepterede Paramount den styrende del af DreamWorks live-action biblioteket (pre-09/16/2005; DW Funding, LLC) til Soros Strategic Partners og Dune Entertainment II. Filmbiblioteket har en anslået værdi af 4,6 mia. Paramount har beholdt de globale distributionsrettigheder til disse film, såvel som diverse rettigheder, inklusive publicering af musik, efterfølgere og merchandise. Dette inkluderer film, som er lavet af Paramount og DreamWorks (offentliggørelsen af musikrettigheder var senere givet til Sony-ATV Music Publishing, da det selskab overtog Paramounts Famous Music underafdeling). Salget var fuldendt den 8. maj 2006.
Den 12. marts 2007 annoncerede DreamWorks at de ville udgive alle deres film, begyndende med Monsters vs. Aliens (2009) i 3D.
I juni 2008, Variety blev det rapporteret at DreamWorks ledte efter investorer, der kunne gøre det muligt at fortsætte produktioner som et selvstændigt selskab, når en aftale med Paramount er kommet på plads senere det år. Det meste af investeringen kom fra det indiske selskab Reliance ADA Group. DreamWorks varemærker er nu ejet af DreamWorks Animation og det nye selskab har brug for tilladelse til at bruge deres varemærke. I september 2008 blev det skrevet i Variety at Dreamworks havde afsluttet en aftale med Reliance til at lave et selvstændig selskab og at alle bånd til Paramount er blevet fjernet.
Den 9. februar 2009 gik DreamWorks ind i en langvarig, 30-film distributionsaftale med Walt Disney Studios Motion Pictures, hvorved film vil blive frigivet med Touchstone Pictures-banner over de næste fem år. Aftalen kom efter forhandlinger med Universal Pictures mislykkedes blot få dage før. Denne aftale betyder dog ikke at inkluderer indiske rettigheder, som vil blive håndteret af Reliance, ligesom det heller ikke inkluderer DreamWorks Animation, hvis film vil blive distribueret af Paramount til slutningen af 2012. Også er det heller ikke inkluderet at efterfølgere til spillefilm, der blev frigivet før Paramount-overtagelsen eller at dem, der er frigivet af Paramount selv – Paramount beholder rettighederne til sådanne licenser og en anden efterfølger, Little Fockers, blev internationalt frigivet af Paramount i december 2010.

## Logo
DreamWorks logo består af en ung dreng, der sidder på en halvmåne, imens han fisker. Ideen bag logoet kommer fra medstifter af selskabet Steven Spielberg, som oprindeligt ønskede et computergenereret ikon, hvorimod Visual Effects Supervisor Dennis Muren fra Industrial Light and Magic foreslog et håndtegnet logo. Muren kontaktede nu en ven og medillustrator Robert Hunt til at male det. Hunt arbejdede på begge versioner, hvor hans søn William var model for drengen og Spielberg endte med bedre at kunne lide dette logo. Musikken der følger med logoet, når en DreamWorks film starter, var specielt komponeret af John Williams (selvom mange DreamWorks film som fx Galaxy Quest og Saving Private Ryan undlader musik); DreamWorks logoet har underlægningsmusik fra Harry Gregson-Williams/John Powell til filmen Shrek. DreamWorks logoet vises som at finde sted på en stjernefyldt himmel om natten, hvorimod DreamWorks Animation logoet vises på en solskinnende himmel.
Et logo, der kan vises i spillefilm var lavet hos ILM, baseret på tegninger af Hunt i samarbejde med Kaleidoscope Films, Dave Carson og Clint Goldman.

## Filmografi

### Spillefilm
- The Peacemaker (1997)
- Amistad (1997)
- Mousehunt (1997)
- Paulie (1998)
- Deep Impact(1998) (co-produktion med Paramount Pictures)
- Small Soldiers (1998) (med Universal Pictures)
- Saving Private Ryan (1998) (med Paramount Pictures)
- In Dreams (1999)
- Forces of Nature (1999)
- The Love Letter (1999)
- The Haunting (1999)
- American Beauty (1999)
- Galaxy Quest (1999)
- Walk the Talk (2000) (direkte til video)
- Gladiator (2000) (co-produktion med Universal Pictures)
- Road Trip (2000)
- Small Time Crooks (2000)
- What Lies Beneath (2000) (co-produktion med 20th Century Fox)
- Almost Famous (2000) (co-produktion med Columbia Pictures)
- Meet the Parents (2000) (co-produktion med Universal Pictures)
- The Contender( 2000) (co-produktion med Cinerenta Medienbeteiligungs KG)
- The Legend of Bagger Vance (2000) (co-produktion med 20th Century Fox og Allied Filmmakers)
- Cast Away (2000) (co-produktion med 20th Century Fox og ImageMovers)
- An Everlasting Piece (2000) (co-produktion med Columbia Pictures)
- The Mexican (2001) (co-produktion med Newmarket Films)
- Evolution (2001) (co-production with Columbia Pictures)
- A.I. Artificial Intelligence (2001) (co-produktion med Warner Bros.)
- The Curse of the Jade Scorpion (2001) (i samarbejde med VCL Communications GmbH)
- The Last Castle (2001)
- A Beautiful Mind (2001) (co-produktion med Universal Pictures og Imagine Entertainment)
- The Time Machine (2002) (genindspilning af film fra 1960) (med Warner Bros.)
- Road to Perdition (2002) (med 20th Century Fox)
- Hollywood Ending (2002)
- Minority Report (2002) (co-produktion med 20th Century Fox)
- The Tuxedo (2002)
- The Ring (2002)
- Catch Me If You Can (2002)
- Paycheck (2003) (co-produktion med Paramount Pictures)
- Biker Boyz (2003)
- Old School (2003)
- Head of State (2003)
- Millennium Actress (2003) (Go Fish Pictures division)
- Anything Else (2003)
- The Cat in the Hat (2003) (co-produktion med Universal Studios)
- House of Sand and Fog (2003)
- Seabiscuit (2003) (co-produktion med Universal Studios og Spyglass Entertainment)
- Win a Date with Tad Hamilton! (2004)
- Eurotrip (2004)
- Envy (2004) (med Columbia Pictures og Castle Rock Entertainment)
- The Stepford Wives (2004) (genindspilning af film fra 1975) (co-produktion med Paramount Pictures)
- The Terminal (2004)
- Anchorman: The Legend of Ron Burgundy (2004)
- Collateral (2004) (med Paramount Pictures)
- Surviving Christmas (2004)
- Lemony Snicket - En ulykke kommer sjældent alene (2004) (co-produktion med Paramount Pictures og Nickelodeon Movies)
- Meet the Fockers (2004) (co-produktion med Universal Studios)
- The Ring Two (2005)
- War of the Worlds (2005) (co-produktion med Paramount Pictures og Amblin Entertainment)
- The Island (2005) (med Warner Bros.)
- Red Eye(2005)
- The Chumscrubber(2005) (Go Fish Pictures division)
- Just like Heaven (2005)
- The Prize Winner of Defiance, Ohio (2005) (co-produktion med Revolution Studios)
- Dreamer (2005)
- Memoirs of a Geisha (2005) (co-produktion med Columbia Pictures og Spyglass Entertainment)
- Munich (2005) (co-produktion med Universal Pictures, Amblin Entertainment og Alliance Atlantis)
- Match Point (2005) (co-produktion med BBC Films)
- She's the Man (2006) (med Lakeshore Entertainment)
- The Last Kiss (2006) (distribution kun) (med Lakeshore Entertainment)
- Flags of Our Fathers (2006) (medWarner Bros.)
- Dreamgirls (2006) (med Paramount Pictures)
- Letters from Iwo Jima (2006) (med Warner Bros.)
- Parfumen - Historien om en morder (2006) (distribution kun, produceret af Constantin Film)
- Norbit (2007)
- Blades of Glory (2007) (med MTV Films)
- Disturbia (2007)
- Transformers (2007) (med Paramount Pictures)
- The Heartbreak Kid (2007)
- Things We Lost in the Fire (2007)
- The Kite Runner (2007) (med Paramount Vantage)
- Sweeney Todd – Den Djævelske Barber fra Fleet Street (2007) (med Warner Bros.)
- The Ruins (2008) (co-produceret med Spyglass Entertainment og Red Hour Films)
- Tropic Thunder (2008) (co-produceret med Red Hour films)
- Ghost Town (2008) (co-produceret med Spyglass Entertainment)
- Eagle Eye (2008)
- Revolutionary Road (2008) (co-produceret med Paramount Vantage og BBC Films)
- Hundehotellet (2009) (med Nickelodeon Movies)
- The Uninvited (2009) (co-produktion med Paramount Pictures)
- I Love You, Man (2009)
- The Soloist (2009) (co-produceret med Working Title Films, Universal Pictures og Participant Productions)
- Transformers: Revenge of the Fallen (2009) (co-produktion med Paramount Pictures)
- The Lovely Bones (2009) (co-produktion med FilmFour)
- A Thousand Words (2009)
- The Adventures of Tintin: Secret of the Unicorn (2011) (co-produktion med Paramount Pictures, Columbia Pictures og Amblin Entertainment)

### Animerede film
Alle film der er blevet frigivet i 2006 og senere er distribueret af Paramount Pictures alene.
- Antz (1998)
- Prinsen af Egypten (1998)
- Flugten fra Hønsegården (2000) (co-produktion med Aardman Animations og Pathé)
- Joseph: Drømmenes Konge (2000) (direkte til video)
- Road to El Dorado (2000)
- Shrek (2001)
- Spirit - Hingsten fra Cimarron (2002)
- Sinbad: Legenden på de syv have (2003)
- Stor Ståhaj (2004)
- Shrek 2 (2004)
- Ghost in the Shell 2: Innocence (2004) (Go Fish Pictures division)
- Madagascar (2005)
- Walter og Trofast - Det store grøntsagskup (2005) (co-produktion med Aardman Animations)
- Over the Hedge (2006)
- Flushed Away (2006) (co-produktion med Aardman Animations)
- Shrek den Tredje (2007)
- Bee Movie (2007)
- Kung Fu Panda (2008)
- Madagascar 2 (2008)
- Monsters vs Aliens (2009)
- How To Train Your Dragon (2010)
- Shrek Forever After (2010)
- Megamind (2010)
- Crood Awakening (2011)
- Kung Fu Panda 2 (2011)
- Puss in Boots: The Story of an Ogre Killer (2011)
- Madagascar 3 (2012)
- De Eventyrlige Vogtere (2012)
- Croods (2013)
- Turbo (2013)
- How To Train Your Dragon 2 (2014)
- Pingvinerne fra Madagascar (2014)
- Hr. Peabody og Sherman (2014)
- Home (2015)
- Trolls (2016)
- Kung Fu Panda 3 (2016)
- Boss Baby (2017)
- Captain Underwear (2017)
- How To Train Your Dragon 3 (2019)

### Animerede kortfilm
| Titel                                        | År udgivet |
| -------------------------------------------- | ---------- |
| Far Far Away Idol                            | 2004       |
| The Madagascar Penguins in a Christmas Caper | 2005       |
| Hammy's Boomerang Adventure                  | 2006       |
| First Flight                                 | 2006       |
| Shrek the Halls                              | 2007       |
| Secrets of the Furious Five                  | 2008       |

## Eksterne links
- DreamWorks Company Profile and Contacts Arkiveret 1. december 2009 hos  Wayback Machine
- Official site Arkiveret 22. november 2013 hos  Wayback Machine
- dreamworks-skg.com Arkiveret 27. juni 2009 hos  Wayback Machine
- DreamWorks fan site Arkiveret 3. juni 2009 hos  Wayback Machine

34°09′25″N 118°17′06″V / 34.157°N 118.285°V